# Egészségbiztonság Nemzeti Laboratórium
A Egészségbiztonság Nemzeti Laboratórium 16 magyar egyetem és kutatóhely konzorciuma, melynek célja, hogy a magyar társadalmat a jövőben lehetségesen veszélyeztető kórokozókat, terjesztőiket, élőhelyeiket széles körűen monitorozza, ezek kockázatát elemzi, az epidemiológiai adatok feldolgozásából előrejelzéseket készít, valamint adatalapú diagnosztikai eszközökkel segíti az egészségügyi ellátást és irányítást. 
A Nemzeti Laboratórium víziója, hogy megteremtse Magyarországon az adatokra és elemzésekre épülő döntéselőkészítések tudományos hátterét az egészségügy, a járványvédekezés és az ökológiai rendszerek területén. A három terület szorosan összefonódik és a surveillance, big data módszerek valamint modellezés által új szinergiák jönnek létre.
Már a koronavírus-járvány alatt létrejött a járványügyi döntéseket segítő Járványmatematikai Modellező és Epidemiológiai Elemző Munkacsoport, ami az ország különböző intézményeiben, más-más tudományágakban dolgozó kutatókat fogta össze. Ekkor világossá vált egy olyan széleskörű kutatói hálózat szükségessége, amely a modern, adatvezérelt tudományos módszerekre alapozva elemezné a Magyarországon megjelenő egészségbiztonsági kockázatokat. A létrejött Egészségbiztonság Nemzeti Laboratórium célja az, hogy megteremtse hazánkban az adatokra és elemzésekre épülő döntéselőkészítés tudományos alapjait az egészségügy, a járványmegelőzés és az ökológiai rendszerek területén.
Az Egészségbiztonság Nemzeti Laboratórium az itthon korábban elszigetelten működő kutatócsoportokból egy állandó készültségű együttműködő hálózatot hozott létre. Négy fő területén, a járványmatematikai, a járványökológiai, az invázióbiológiai és az adatvezérelt egészség divízióban az első megfigyelésektől a járványterjedés modellezésén át az egészségügyi ellátórendszer felkészítéséig olyan kutatások folynak majd, amelyek számos tudományterület kompetenciáit integrálják. A korai felismerést és gyors reagálást segíti az ökológiai rendszerek kutatása is, amely a klímaváltozással Magyarországra érkező fajokat és a velük jelentkező, emberekre is veszélyt jelentő kórokozókat monitorozza.

## Felépítés
Az Egészségbiztonság Nemzeti Laboratórium négy divízióból épül fel.

### Járványmatematika Divízió
Munkájuk a matematikai módszerek alkalmazásán keresztül integrálja különböző tudományterületek kompetenciáit a járványok modellezéséhez: matematika, epidemiológia, biostatisztika, adattudomány, hálózatkutatás, orvostudomány, rendszerbiológia, szabályozáselmélet, informatika, kvantitatív társadalomtudományok. Innovatív surveillance rendszerek és az adatokra épülő elemzések segítségével támogatják az egészségügyi veszélyhelyzetekre való felkészültséget és az evidenciákon alapuló döntéshozatalt.
A divízió vezetője Dr. Röst Gergely.

### Invázióbiológia Divízió
Az Invázióbiológiai Divízió küldetése, hogy távoli szakterületeket átfogva egységes koncepció mentén adjon választ az inváziós fajok által okozott kihívásokra.  Kiemelten célja, hogy a természetvédelmi, gazdasági vagy társadalmi szempontból kulcsszerepet játszó fajokra fókuszálva,
1. dokumentálja és folyamatosan monitorozza a hazai meígjelenést és terjedést,
2. megértse az invázió mögött álló mechanizmusokat,
3. feltárja az invázió különböző szinten érvényesülő ökológiai, társadalmi és gazdasági hatásait,
4. előrejelezze az invázió folyamatait, és
5. módszereket teszteljen és fejlesszen az invázió elleni gyakorlati védekezésre.

A divízió vezetője Dr. Garamszegi László.

### Adatvezérelt Egészség Divízió
Az Adatvezérelt Egészség Divízió a globálisan zajló adatvezérelt egészségügyi paradigmaváltás hazai módszertani központja.         
Elsődleges céljuk, hogy az adatvezérelt egészségügyi és mesterséges intelligencia megoldások rendszerképességgé fejlődjenek Magyarországon. Ennek hazai motorja a globálisan is egyedülálló országos adatbázis-integrációs megoldásunk. A divízióban mesterséges intelligencia fejlesztés, adatbányászat és vezetői információs rendszerek kialakítása van a fókuszban. 
A divízió vezetője Dr. Szócska Miklós.

### Járványökológia Divízió
Kutatásaik a klímaváltozás és az urbanizáció hatására felbukkanó fertőző betegségek megelőzését célozzák. A DAMA (Document, Assess, Monitor, Act) protokollt alkalmazzák a kullancsok által terjesztett zoonotikus kórokozók hazai előfordulásának és veszélyeinek feltérképezésére, és segítik ezek megelőzését. Munkájuk az ökológiai terepi tevékenységektől a molekuláris biológiai technológiákon át a kifinomult bioinformatikai, epidemiológiai módszerekig terjed, de bevonnak önkéntes résztvevőket is.
A divízió vezetője Dr. Földvári Gábor.